# Juan Manuel Ortiz
Juan Manuel Ortiz (Montevideo, Uruguay, 14 de abril de 1982) es un ex-futbolista uruguayo. Jugaba como delantero y su último equipo fue Cerrito de Uruguay.

## Clubes
| Club             | País      | Año         |
| ---------------- | --------- | ----------- |
| Racing           | Uruguay   | 2001 - 2003 |
| Cerro            | Uruguay   | 2003        |
| Estudiantes      | Argentina | 2003 - 2004 |
| Danubio          | Uruguay   | 2004 - 2006 |
| Cerrito          | Uruguay   | 2006 - 2007 |
| Peñarol          | Uruguay   | 2007        |
| Huracán          | Argentina | 2007 - 2008 |
| Cerrito          | Uruguay   | 2008        |
| River Plate      | Uruguay   | 2008 - 2009 |
| Cerrito          | Uruguay   | 2010        |
| Fénix            | Uruguay   | 2010 - 2014 |
| Miramar Misiones | Uruguay   | 2014 - 2019 |
| Albion           | Uruguay   | 2019 - 2020 |
| Cerrito          | Uruguay   | 2020 - 2022 |